# 2-Butin
2-Butin (nach IUPAC-Nomenklatur: But-2-in, selten auch als Dimethylacetylen bezeichnet) ist eine organisch-chemische Verbindung aus der Stoffgruppe der ungesättigten, aliphatischen Kohlenwasserstoffe, genauer der Alkine. Es gehört mit 5-Decin (Dibutylethin), 4-Octin (Dipropylethin) und 3-Hexin (Diethylethin) zu den symmetrischen Alkinen.

## Darstellung
2-Butin erhält man durch die Reaktion von Propin mit Iodmethan (Methyliodid).

## Eigenschaften
2-Butin ist eine bei Raumtemperatur farblose, flüchtige, leicht entflammbare Flüssigkeit. Bedingt durch die Dreifachbindung ist 2-Butin eine reaktive Verbindung; so geht sie z. B. mit Halogenen Additionsreaktionen ein. Beim 2-Butin liegt die Dreifachbindung zwischen Kohlenstoffatom 2 und 3, also im Inneren des Moleküls. Daher bezeichnet man 2-Butin als internes Alkin.
Die Dampfdruckfunktion ergibt sich nach log(P) = 21,6295 − (2047,473/T) − 4,8153·log(T).

## Sicherheitshinweise
2-Butin ist ein hochentzündlicher und reizender Stoff. Er kann heftige Polymerisations- und Additionsreaktionen eingehen.